# Stazione di Su Canale
La stazione di Su Canale è una fermata ferroviaria al servizio della frazione di Su Canale, nel comune di Monti, situata lungo la ferrovia Cagliari-Golfo Aranci.

## Storia
La fermata venne attivata dalle Ferrovie dello Stato nel 1958, col fine di servire la borgata di Su Canale col servizio viaggiatori. Dal 2001 l'impianto è gestito da Rete Ferroviaria Italiana.

## Strutture e impianti

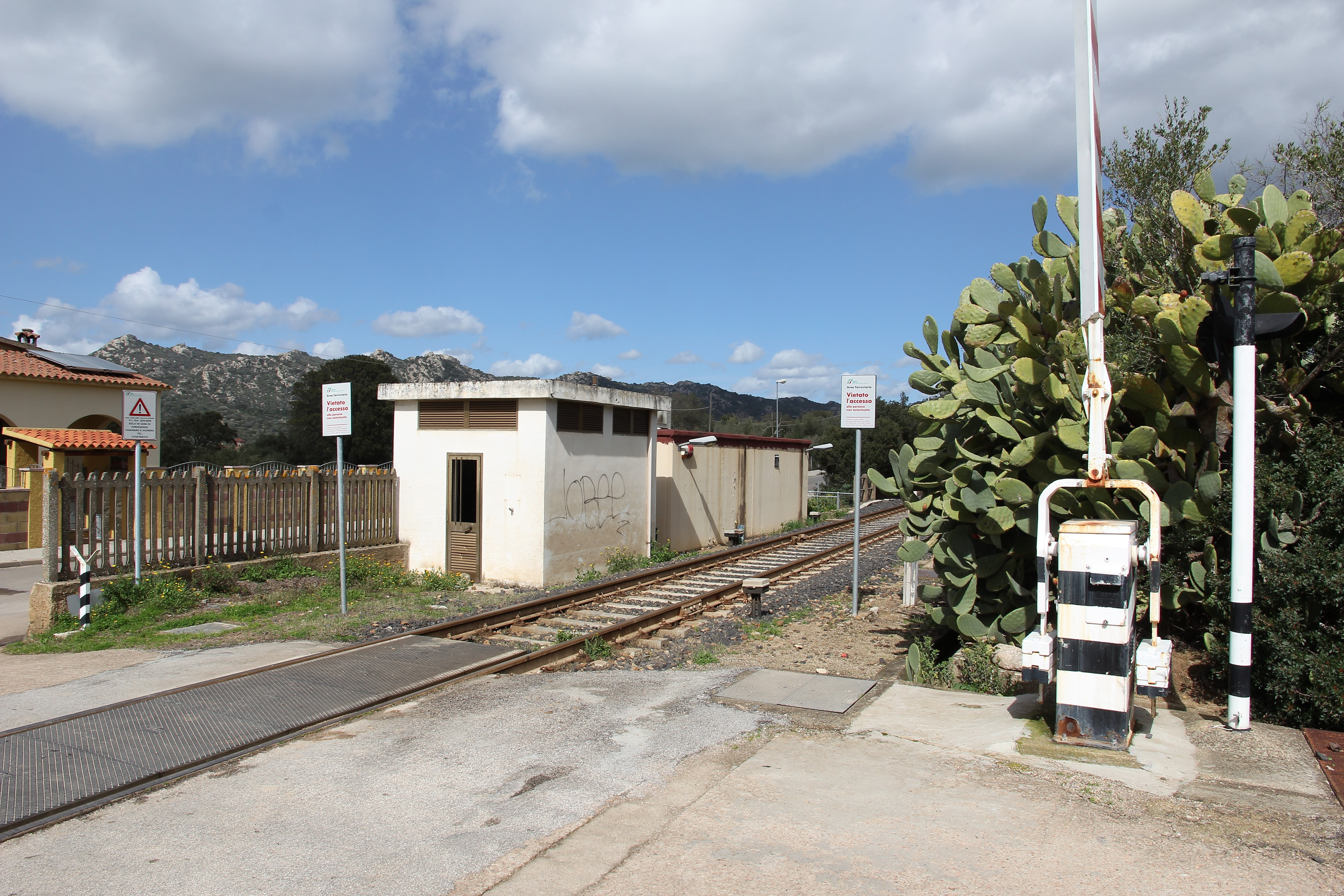
Gli edifici posti a ridosso del passaggio a livello limitrofo alla fermata

Dal punto di vista infrastrutturale la fermata di Su Canale è dotata del solo binario di corsa, a scartamento ordinario da 1435 mm. L'impianto è privo di un fabbricato viaggiatori, sono tuttavia presenti due piccoli edifici di servizio oltre il passaggio a livello che attraversa la ferrovia a ridosso della fermata, la quale è impresenziata.

## Movimento
La fermata è servita da Trenitalia, i cui treni regionali permettono il collegamento con i centri presenti lungo la Cagliari-Golfo Aranci e con quelli del Sassarese.

## Servizi
L'impianto dal punto di vista commerciale è classificato in categoria bronze da parte di RFI ed è dotato di una banchina, in cui sono presenti una pensilina ed alcune panchine a disposizione dei viaggiatori. Dal punto di vista dell'accessibilità la fermata è attrezzata per l'utenza con disabilità di tipo motorio.